# Одзава, Итиро
Итиро Одзава (яп. 小沢一郎, род. 24 мая 1942, Симода) — японский политик и государственный деятель. Член Палаты представителей с 1969 года.

## Биография
Итиро Одзава родился 24 мая 1942 года в городе Мидзусава в префектуре Иватэ. В 1967 году окончил Университет Кэйо по направлению экономики. Одзава планировал стать юристом, однако после внезапной смерти отца в 1969 году пошёл в политику и был избран в Палату представителей.